# Église-Neuve-d'Issac
Pour les articles homonymes, voir Église-Neuve et Égliseneuve.
Église-Neuve-d'Issac est une commune française située dans le département de la Dordogne, en région Nouvelle-Aquitaine.

## Géographie

### Généralités

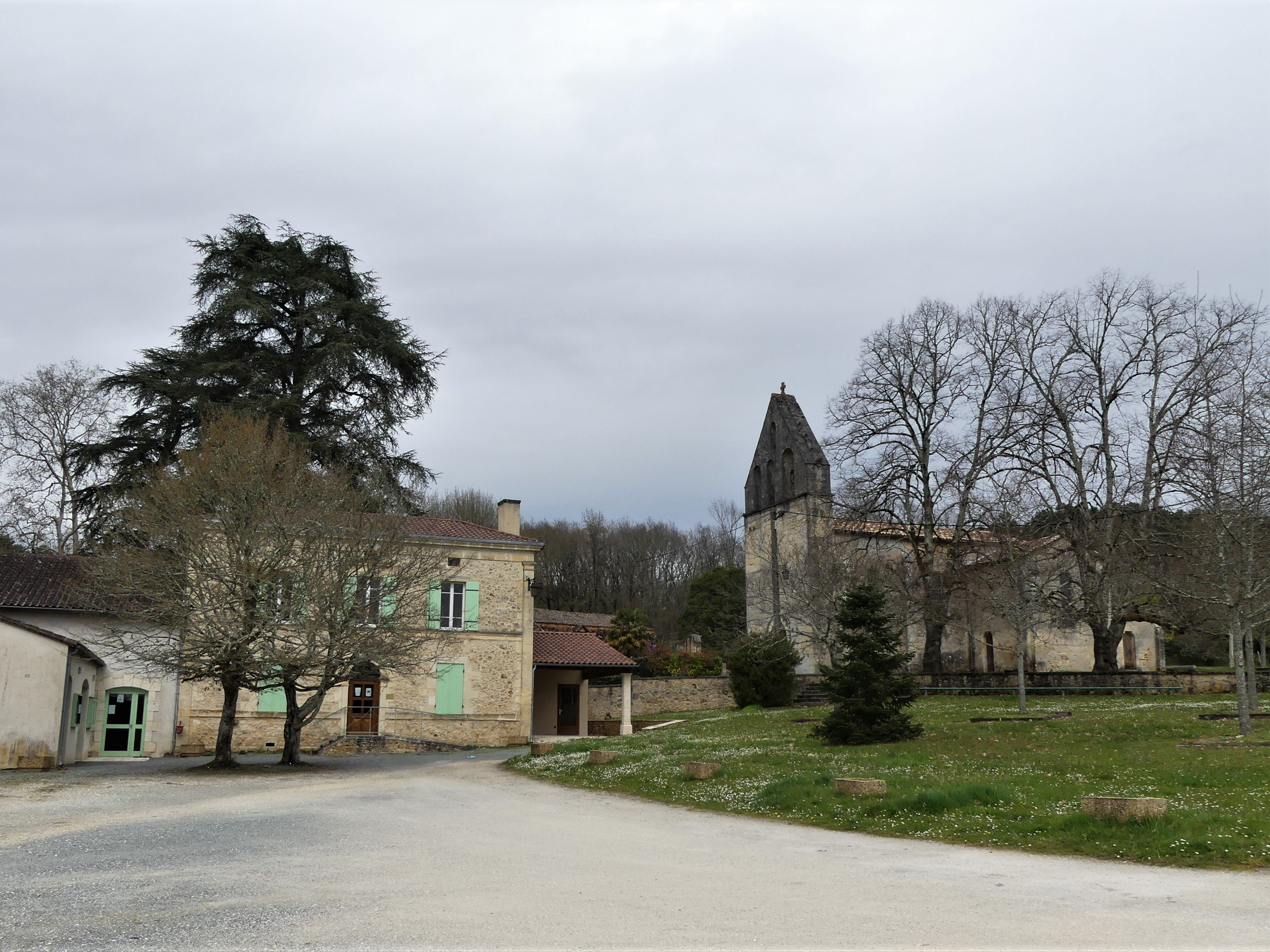
La mairie et l'église.

Traversée par le 45e parallèle nord, la commune d'Église-Neuve-d'Issac est de ce fait située à égale distance du pôle Nord et de l'équateur terrestre (environ 5 000 km).
Elle est située dans le quart sud-ouest du département de la Dordogne, dans le Landais.
À l'écart des routes principales, le petit bourg d'Église-Neuve-d'Issac est situé, en distances orthodromiques, huit kilomètres au sud-est du centre-ville de Mussidan, et quinze kilomètres au nord-nord-ouest de celui de Bergerac. Il est relié par des routes secondaires aux bourgs de Beleymas Bosset, Bourgnac, Issac et Saint-Jean-d'Eyraud.
L'accès principal à la commune s'effectue, depuis la commune des Lèches, par la route départementale 709 (l'axe Mussidan-Bergerac).

### Communes limitrophes
Église-Neuve-d'Issac est limitrophe de cinq autres communes dont Bourgnac au nord-ouest sur environ 820 mètres.
| Bourgnac   | Issac                  |          |
| Les Lèches | Église-Neuve-d'Issac   | Beleymas |
|            | Eyraud-Crempse-Maurens |          |

### Géologie et relief

#### Géologie
Situé sur la plaque nord du Bassin aquitain et bordé à son extrémité nord-est par une frange du Massif central, le département de la Dordogne présente une grande diversité géologique. Les terrains sont disposés en profondeur en strates régulières, témoins d'une sédimentation sur cette ancienne plate-forme marine. Le département peut ainsi être découpé sur le plan géologique en quatre gradins différenciés selon leur âge géologique. Église-Neuve-d'Issac est située dans le quatrième gradin à partir du nord-est, un plateau formé de dépôts siliceux-gréseux et de calcaires lacustres de l'ère tertiaire.
Les couches affleurantes sur le territoire communal sont constituées de formations superficielles du Quaternaire et de roches sédimentaires datant pour certaines du Cénozoïque, et pour d'autres du Mésozoïque. La formation la plus ancienne, notée c5e, date du Campanien 5, des calcaires bioclastiques jaunâtres à rudistes, orbitoides media, Larrazetia, calcaires gréseux jaunes à grands silex versicolores, lumachelles à huîtres. La formation la plus récente, notée CFp, fait partie des formations superficielles de type colluvions indifférenciées de versant, de vallon et plateaux issues d'alluvions, molasses, altérites. Le descriptif de ces couches est détaillé dans  les feuilles « no 782 - Mussidan » et « no 806 - Bergerac » de la carte géologique au 1/50 000 de la France métropolitaine, et leurs notices associées,.

Carte géologique d'Église-Neuve-d'Issac.

#### Relief et paysages
Le département de la Dordogne se présente comme un vaste plateau incliné du nord-est (491 m, à la forêt de Vieillecour dans le Nontronnais, à Saint-Pierre-de-Frugie) au sud-ouest (2 m à Lamothe-Montravel). L'altitude du territoire communal varie quant à elle entre 75 m à l'extrême nord, près du lieu-dit Chourlanquet, là où un petit affluent sans nom de la Crempse quitte la commune et sert de limite entre celles de Bourgnac et d'Issac et 184 m, un kilomètre et demi au nord du bourg, au lieu-dit  les Quatre Châtaigniers,.
Dans le cadre de la Convention européenne du paysage entrée en vigueur en France le 1er juillet 2006, renforcée par la loi du 8 août 2016 pour la reconquête de la biodiversité, de la nature et des paysages, un atlas des paysages de la Dordogne a été élaboré sous maîtrise d’ouvrage de l’État et publié en octobre 2020. Les paysages du département s'organisent en huit unités paysagères et 14 sous-unités. La commune fait partie du Landais, au sein de l'unité de paysage « La Double et le Landais », deux plateaux ondulés, dont la pente générale descend de l'est vers l'ouest. À l'est, les altitudes atteignent ainsi les 200 m pour les plus élevées (206 m au sud de Vallereuil). Vers l'ouest, le relief s’adoucit et les altitudes maximales culminent autour des 100 mètres. Les paysages sont forestiers aux horizons limités, avec peu de repères, ponctués de clairières agricoles habitées.
La superficie cadastrale de la commune publiée par l'Insee, qui sert de référence dans toutes les statistiques, est de 16,67 km2,,. La superficie géographique, issue de la BD Topo, composante du Référentiel à grande échelle produit par l'IGN, est quant à elle de 16,74 km2.

### Hydrographie

#### Réseau hydrographique
La commune est située dans le bassin de la Dordogne au sein du Bassin Adour-Garonne. Elle est drainée par la Beauronne et le ruisseau de l'Ironzeau et par divers petits cours d'eau, qui constituent un réseau hydrographique de 9 km de longueur totale,.
La Beauronne, d'une longueur totale de 15,22 km, prend sa source dans la commune, un kilomètre au sud du bourg, et se jette dans l'Isle en rive gauche à Saint-Médard-de-Mussidan, face à Saint-Laurent-des-Hommes,. Elle arrose la commune sur trois kilomètres et demi.
Au sud, le ruisseau de l'Ironzeau, affluent de rive droite de l'Eyraud, sert de limite communale sur plus d'un kilomètre, en deux tronçons séparés, face à Eyraud-Crempse-Maurens et Les Lèches.

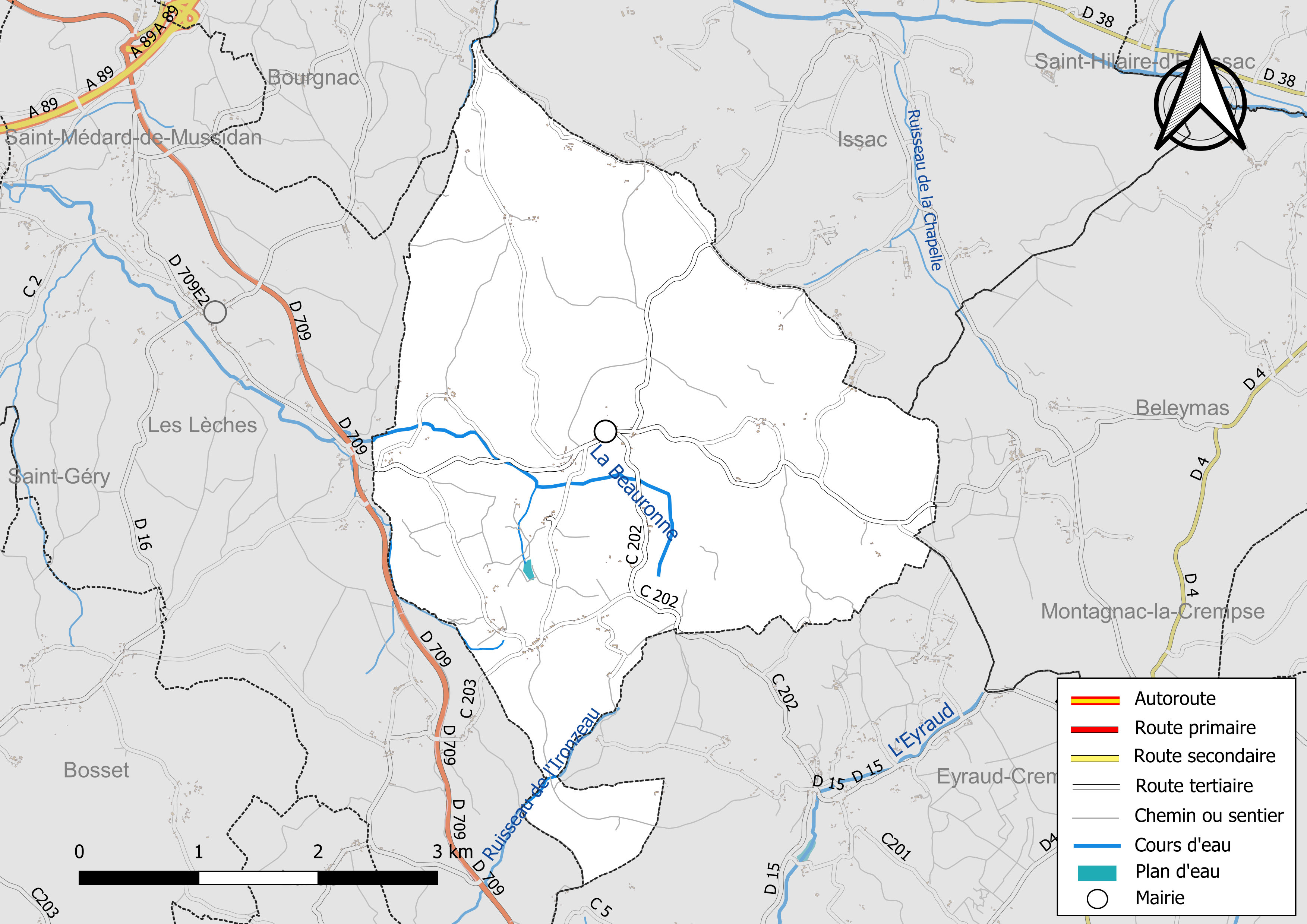
Réseaux hydrographique et routier d'Église-Neuve-d'Issac.
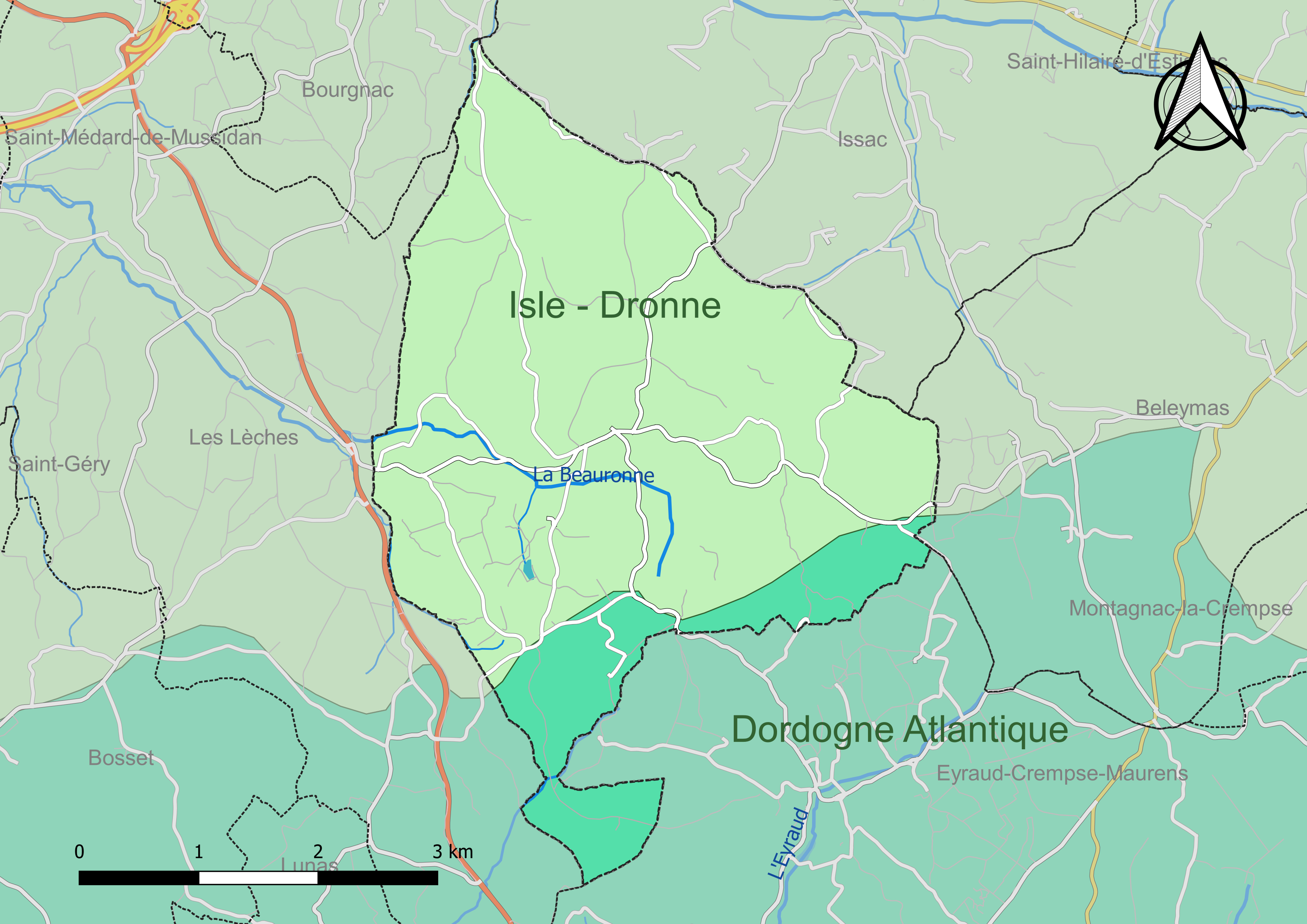
Carte des schémas d'aménagement et de gestion des eaux (SAGE) couvrant le territoire communal d'Église-Neuve-d'Issac.

#### Gestion et qualité des eaux
Le territoire communal est couvert par les schémas d'aménagement et de gestion des eaux (SAGE) « Dordogne Atlantique » et « Isle - Dronne ». Le SAGE « Dordogne Atlantique », dont le territoire correspond au sous‐bassin le plus aval du bassin versant de la Dordogne (aval de la confluence Dordogne - Vézère)., d'une superficie de 2 700 km2 est en cours d'élaboration. La structure porteuse de l'élaboration et de la mise en œuvre est l'établissement public territorial de bassin de la Dordogne (EPIDOR). Le SAGE « Isle - Dronne », dont le territoire regroupe les bassins versants de l'Isle et de la Dronne, d'une superficie de 7 500 km2, a été approuvé le 2 août 2021. La structure porteuse de l'élaboration et de la mise en œuvre est également l'EPIDOR. Ils définissent chacun sur leur territoire les objectifs généraux d’utilisation, de mise en valeur et de protection quantitative et qualitative des ressources en eau superficielle et souterraine, en respect des objectifs de qualité définis dans le troisième SDAGE  du Bassin Adour-Garonne qui couvre la période 2022-2027, approuvé le 10 mars 2022.
La majeure partie de la commune, au nord, dépend du SAGE Isle - Dronne. Au sud, une zone limitée de près de 15 % du territoire communal correspondant au bassin versant de l'Eyraud et est rattachée au SAGE Dordogne Atlantique.
La qualité des eaux de baignade et des cours d’eau peut être consultée sur un site dédié géré par les agences de l’eau et l’Agence française pour la biodiversité.

### Climat
Pour des articles plus généraux, voir Climat de la Nouvelle-Aquitaine et Climat de la Dordogne.
Historiquement, la commune est exposée à un climat océanique aquitain.  
En 2020, Météo-France publie une typologie des climats de la France métropolitaine dans laquelle la commune est dans une zone de transition entre le climat océanique et le climat océanique altéré et est dans la région climatique  Aquitaine, Gascogne, caractérisée par une pluviométrie abondante au printemps, modérée en automne, un faible ensoleillement au printemps, un été chaud (19,5 °C), des vents faibles, des brouillards fréquents en automne et en hiver et des orages fréquents en été (15 à 20 jours).
Pour la période 1971-2000, la température annuelle moyenne est de 12,5 °C, avec  une amplitude thermique annuelle de 15 °C. Le cumul annuel moyen de précipitations est de 894 mm, avec 12,2 jours de précipitations en janvier et 6,7 jours en juillet. Pour la période 1991-2020, la température moyenne annuelle observée sur la station météorologique la plus proche, située sur la commune de Bergerac à 15 km à vol d'oiseau, est de 13,2 °C et le cumul annuel moyen de précipitations est de 792,9 mm,. Pour l'avenir, les paramètres climatiques de la commune estimés pour 2050 selon différents scénarios d’émission de gaz à effet de serre sont consultables sur un site dédié publié par Météo-France en novembre 2022.

## Urbanisme

### Typologie
Au 1er janvier 2024, Église-Neuve-d'Issac est catégorisée commune rurale à habitat très dispersé, selon la nouvelle grille communale de densité à 7 niveaux définie par l'Insee en 2022.
Elle est située hors unité urbaine. Par ailleurs la commune fait partie de l'aire d'attraction de Bergerac, dont elle est une commune de la couronne,. Cette aire, qui regroupe 73 communes, est catégorisée dans les aires de 50 000 à moins de 200 000 habitants,.

### Occupation des sols
L'occupation des sols de la commune, telle qu'elle ressort de la base de données européenne d’occupation biophysique des sols Corine Land Cover (CLC), est marquée par l'importance des forêts et milieux semi-naturels (79,6 % en 2018), en augmentation par rapport à 1990 (76,7 %). La répartition détaillée en 2018 est la suivante : 
forêts (73,1 %), zones agricoles hétérogènes (10,8 %), prairies (9,6 %), milieux à végétation arbustive et/ou herbacée (6,5 %). L'évolution de l’occupation des sols de la commune et de ses infrastructures peut être observée sur les différentes représentations cartographiques du territoire : la carte de Cassini (XVIIIe siècle), la carte d'état-major (1820-1866) et les cartes ou photos aériennes de l'IGN pour la période actuelle (1950 à aujourd'hui).

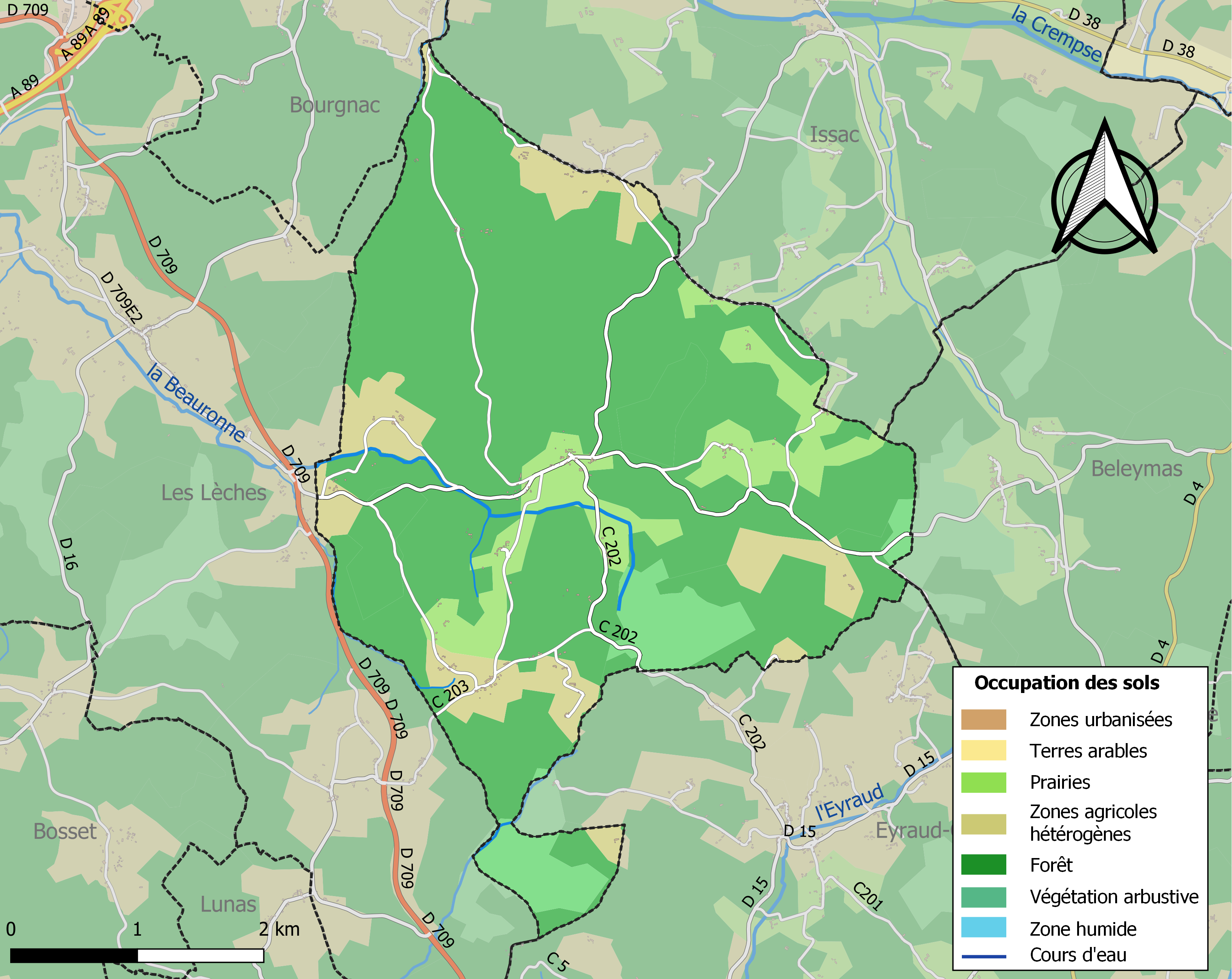
Carte des infrastructures et de l'occupation des sols de la commune en 2018 (CLC).

### Villages, hameaux et lieux-dits
Outre le bourg d'Église-Neuve-d'Issac proprement dit, le territoire se compose d'autres villages ou hameaux, ainsi que de lieux-dits :
- les Balbyes
- Bas Colombas
- les Branles
- les Buquets
- les Cacarottes
- le Champ des Treilles
- les Chaumes
- Chourlanquet
- chez Coste
- la Croix de Rigoux
- la Croix de Soriol
- la Cros
- les Eygauds
- Fonleppe
- la Font de la Lande
- la Fontaine Saint-Pierre
- les Gaboussiers
- les Gaumes
- Les Grands Champs
- les Gravaux
- Haut Colombas
- Jean du Claud
- Lavisayre
- Maison Neuve
- Manègre Bas
- Manègre Haut
- les Minières
- Montréal le Vieux
- les Palissayres
- les Penauds
- les Petits Champs
- la Puille
- Puybaty
- Puyhaudrie
- les Quatre Châtaigniers
- le Roudet
- les Treilles
- le Trou du Marteau
- le Tuquet
- les Vignaux.

### Prévention des risques
Le territoire de la commune d'Église-Neuve-d'Issac est vulnérable à différents aléas naturels : météorologiques (tempête, orage, neige, grand froid, canicule ou sécheresse), feux de forêts, mouvements de terrains et séisme (sismicité très faible). Un site publié par le BRGM permet d'évaluer simplement et rapidement les risques d'un bien localisé soit par son adresse soit par le numéro de sa parcelle.
Église-Neuve-d'Issac est exposée au risque de feu de forêt. L’arrêté préfectoral du 14 mars 2013 fixe les conditions de pratique des incinérations et de brûlage dans un objectif de réduire le risque de départs d’incendie. À ce titre, des périodes sont déterminées : interdiction totale du 15 février au 15 mai et du 15 juin au 15 octobre, utilisation réglementée du 16 mai au 14 juin et du 16 octobre au 14 février. En septembre 2020, un plan inter-départemental de protection des forêts contre les incendies (PidPFCI) a été adopté pour la période 2019-2029,.

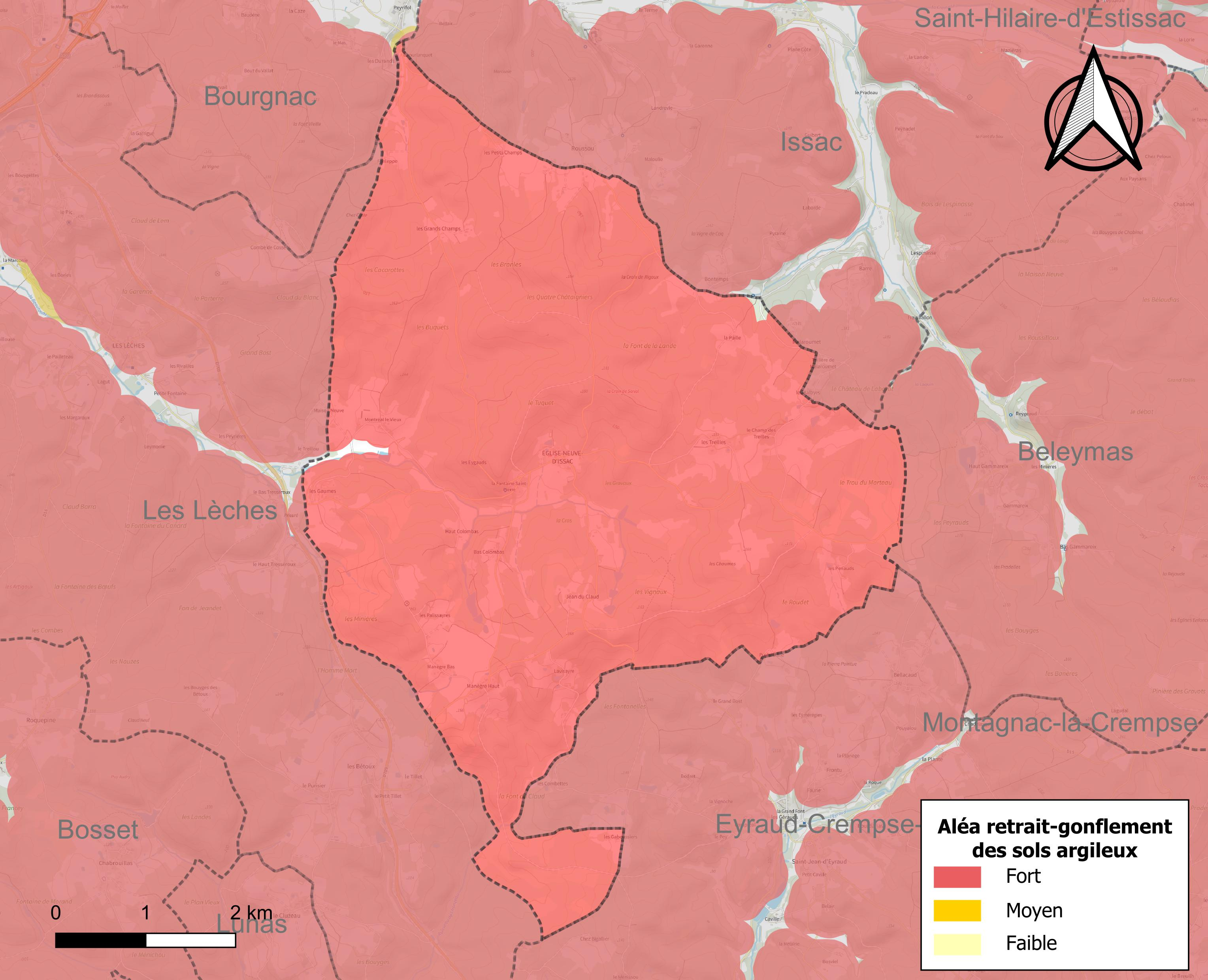
Carte des zones d'aléa retrait-gonflement des sols argileux d'Église-Neuve-d'Issac.

Les mouvements de terrains susceptibles de se produire sur la commune sont des tassements différentiels. Le retrait-gonflement des sols argileux est susceptible d'engendrer des dommages importants aux bâtiments en cas d’alternance de périodes de sécheresse et de pluie. 99,6 % de la superficie communale est en aléa moyen ou fort (58,6 % au niveau départemental et 48,5 % au niveau national métropolitain). Depuis le 1er octobre 2020, en application de la loi ÉLAN, différentes contraintes s'imposent aux vendeurs, maîtres d'ouvrages ou constructeurs de biens situés dans une zone classée en aléa moyen ou fort,.
La commune a été reconnue en état de catastrophe naturelle au titre des dommages causés par les inondations et coulées de boue survenues en 1982, 1983 et 1999, par la sécheresse en 1989 et 2011 et par des mouvements de terrain en 1999.

## Toponymie
La première mention connue du lieu date de l'an 1117 sous la forme latine Ecclesia Nova. Ce nom indique au XIIe siècle un édifice religieux nouveau par rapport à un plus ancien sans que celui-ci ait pu être identifié. Le nom est précisé en 1365 : Ecclesia Nova de Eyraudo, puis en 1476 : Ecclesia Nova Sanctae Mariae. Sur la carte de Cassini représentant la France entre 1756 et 1789, le village est identifié sous le nom d'Eglise Neuve d'Eyraud. Créée à la Révolution, la commune s'appelle d'abord « Eglise Neuve » puis « Eglineuve-d'Issat » et enfin « Église-Neuve-d'Issac ». La seconde partie du nom de la commune fait référence d'abord au proche cours d'eau l'Eyraud — dont la source se situe à quatre kilomètres au sud-est du bourg d'Église-Neuve-d'Issac — puis à la commune limitrophe d'Issac.
En occitan, la commune porte le nom de Gleisa Nueva d'Eiçac ou Gleisa Nueva d'Eissac.

## Histoire
Le lieu est connu depuis le XIIe siècle.

## Politique et administration

### Rattachements administratifs et électoraux
Dès 1790, la commune d'Église-Neuve-d'Issac est rattachée au canton des Leches qui dépend du district de Montpon, renommé en district de Mussidan, jusqu'en 1795, date de suppression des districts. Lorsque ce canton est supprimé par la loi du 8 pluviôse an IX (28 janvier 1801)  portant sur la « réduction du nombre de justices de paix », la commune est rattachée au canton de Montagnac dépendant de l'arrondissement de Bergerac. Le canton de Montagnac est ensuite renommé en canton de Villamblard l'année suivante, à la suite du transfert du chef-lieu de canton depuis Montagnac vers Villamblard.
Dans le cadre de la réforme de 2014 définie par le décret du 21 février 2014, ce canton disparaît aux élections départementales de mars 2015. La commune est alors rattachée électoralement au canton du Périgord central.
En 2017, Église-Neuve-d'Issac est rattachée à l'arrondissement de Périgueux,.

### Intercommunalité
Fin 2001, Église-Neuve-d'Issac intègre dès sa création la communauté de communes du Pays de Villamblard. Celle-ci disparaît au 31 décembre 2016, remplacée au 1er janvier 2017 par la communauté de communes Isle et Crempse en Périgord.

### Administration municipale
La population de la commune étant comprise entre 100 et 499 habitants au recensement de 2017, onze conseillers municipaux ont été élus en 2020,.

### Liste des maires

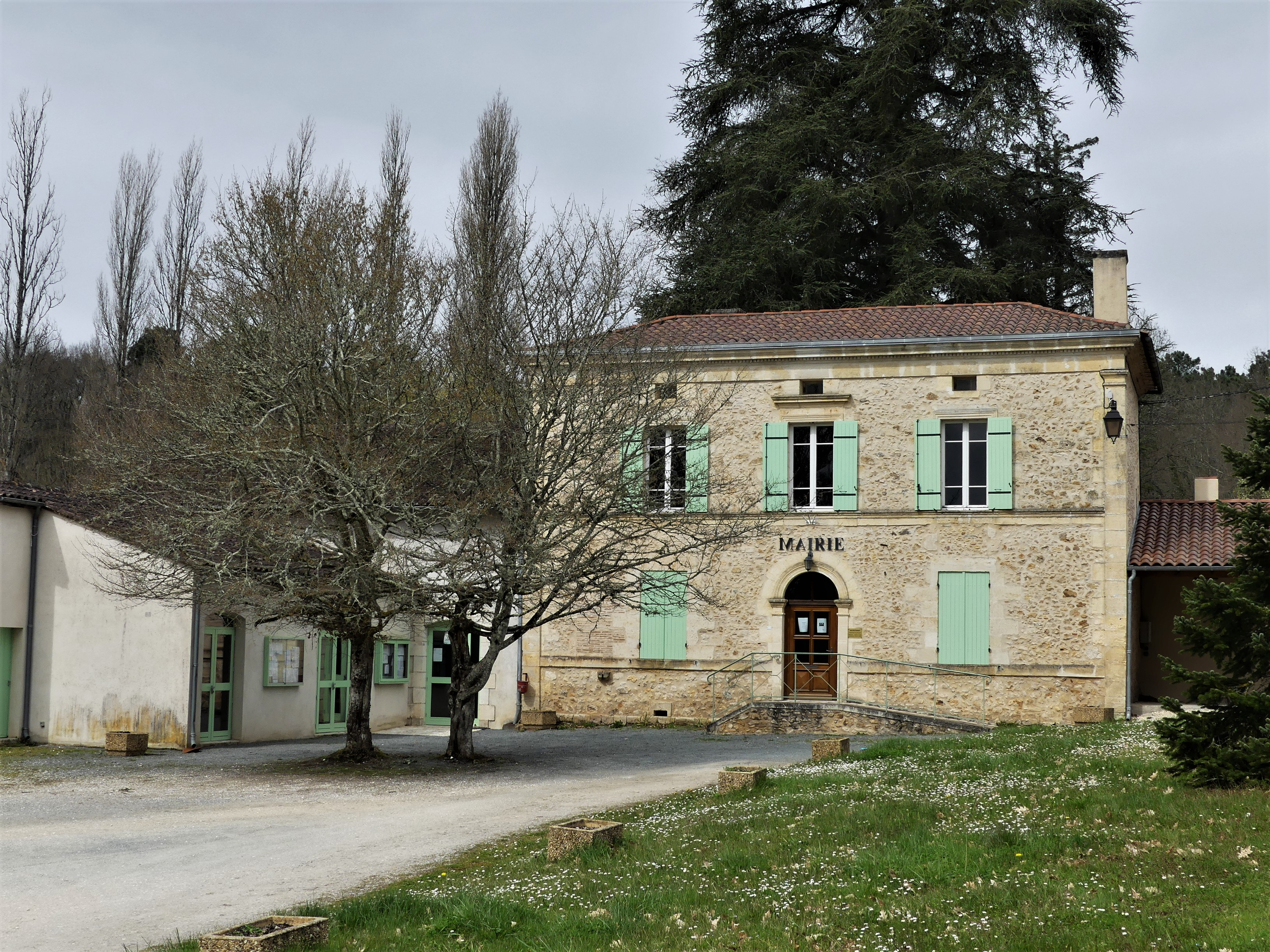
La mairie.

| Période                                  | Période   | Identité             | Étiquette | Qualité           |
| ---------------------------------------- | --------- | -------------------- | --------- | ----------------- |
| Les données manquantes sont à compléter. |           |                      |           |                   |
|                                          |           |                      |           |                   |
|                                          |           | Jean Chalard         | RS        | Agriculteur       |
|                                          | 1983      | Pierre Demazière     | SE        | Notaire           |
| 1983                                     | mars 1989 | Bernard Lesfargues   | SE        | Enseignant        |
| mars 1989                                | mars 2008 | Daniel Chauffaille   | SE        | Facteur           |
| mars 2008 (réélu en mai 2020)            | En cours  | Jean-Pierre Deffreix | SE        | Chef d'entreprise |

## Équipements et services publics

### Justice
Dans le domaine judiciaire, Église-Neuve-d'Issac relève : 
- du tribunal judiciaire, du tribunal pour enfants, du conseil de prud'hommes et du tribunal de commerce de Bergerac ;
- du pôle Nationalité du tribunal judiciaire de Périgueux (compétent uniquement dans le domaine de la nationalité) ;
- de la cour d'appel, du tribunal administratif et de la  cour administrative d'appel de Bordeaux.

## Population et société

### Démographie
L'évolution du nombre d'habitants est connue à travers les recensements de la population effectués dans la commune depuis 1793. Pour les communes de moins de 10 000 habitants, une enquête de recensement portant sur toute la population est réalisée tous les cinq ans, les populations de référence des années intermédiaires étant quant à elles estimées par interpolation ou extrapolation. Pour la commune, le premier recensement exhaustif entrant dans le cadre du nouveau dispositif a été réalisé en 2005.

En 2022, la commune comptait 122 habitants, en évolution de −12,86 % par rapport à 2016 (Dordogne : +0,37 %, France hors Mayotte : +2,11 %).
| 1793 | 1800 | 1806 | 1821 | 1831 | 1836 | 1841 | 1846 | 1851 |
| ---- | ---- | ---- | ---- | ---- | ---- | ---- | ---- | ---- |
| 492  | 422  | 473  | 486  | 461  | 484  | 511  | 499  | 506  |

| 1856 | 1861 | 1866 | 1872 | 1876 | 1881 | 1886 | 1891 | 1896 |
| ---- | ---- | ---- | ---- | ---- | ---- | ---- | ---- | ---- |
| 480  | 468  | 445  | 401  | 385  | 388  | 362  | 346  | 319  |

| 1901 | 1906 | 1911 | 1921 | 1926 | 1931 | 1936 | 1946 | 1954 |
| ---- | ---- | ---- | ---- | ---- | ---- | ---- | ---- | ---- |
| 295  | 291  | 292  | 262  | 262  | 227  | 224  | 196  | 174  |

| 1962 | 1968 | 1975 | 1982 | 1990 | 1999 | 2005 | 2006 | 2010 |
| ---- | ---- | ---- | ---- | ---- | ---- | ---- | ---- | ---- |
| 162  | 150  | 135  | 142  | 115  | 119  | 130  | 132  | 128  |

| 2015 | 2020 | 2022 | - | - | - | - | - | - |
| ---- | ---- | ---- | - | - | - | - | - | - |
| 139  | 123  | 122  | - | - | - | - | - | - |

### Manifestations culturelles et festivités
Fête locale le premier week-end d'août.

## Économie

### Emploi
En 2015, parmi la population communale comprise entre 15 et 64 ans, les actifs représentent cinquante-six personnes, soit 40,3 % de la population municipale. Le nombre de chômeurs (sept) a augmenté par rapport à 2010 (cinq) et le taux de chômage de cette population active s'établit à 12,5 %.

### Établissements
Au 31 décembre 2015, la commune compte seize établissements, dont huit au niveau des commerces, transports ou services, cinq dans l'agriculture, la sylviculture ou la pêche, deux dans la construction, et un relatif au secteur administratif.

## Culture locale et patrimoine

### Lieux et monuments
Église Notre-Dame-de-la-Nativité.

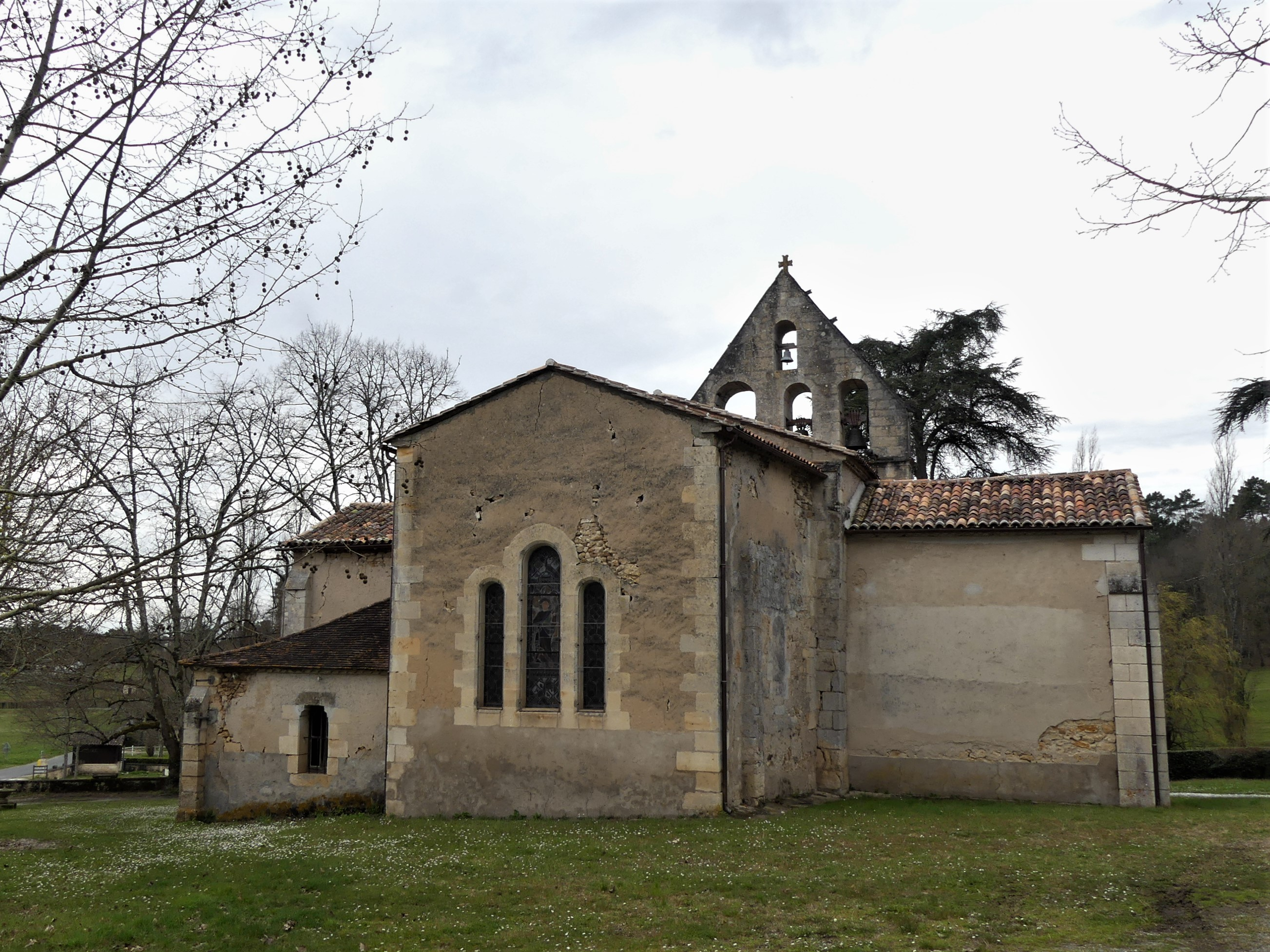
Le chevet de l'église.
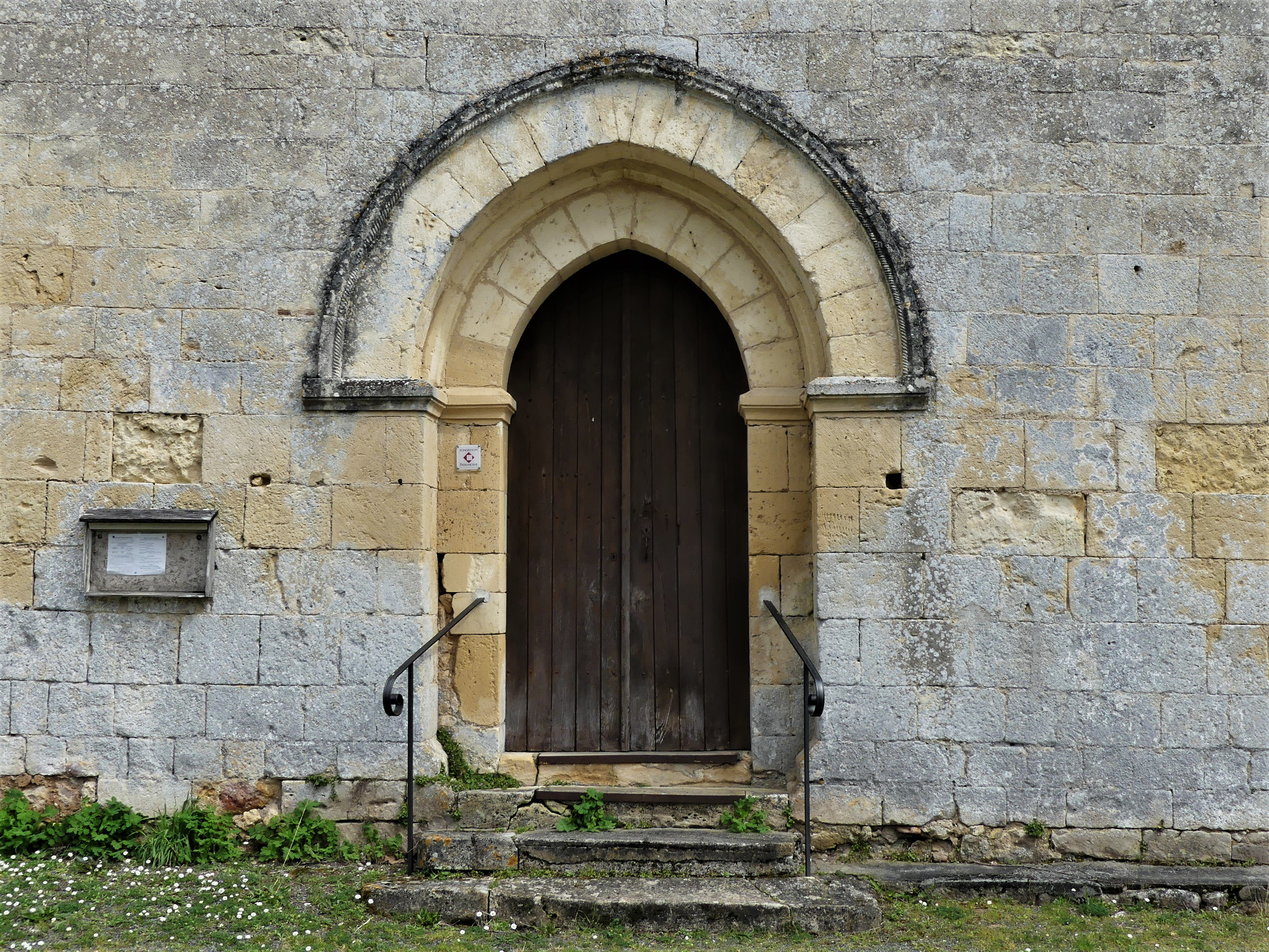
Son portail.
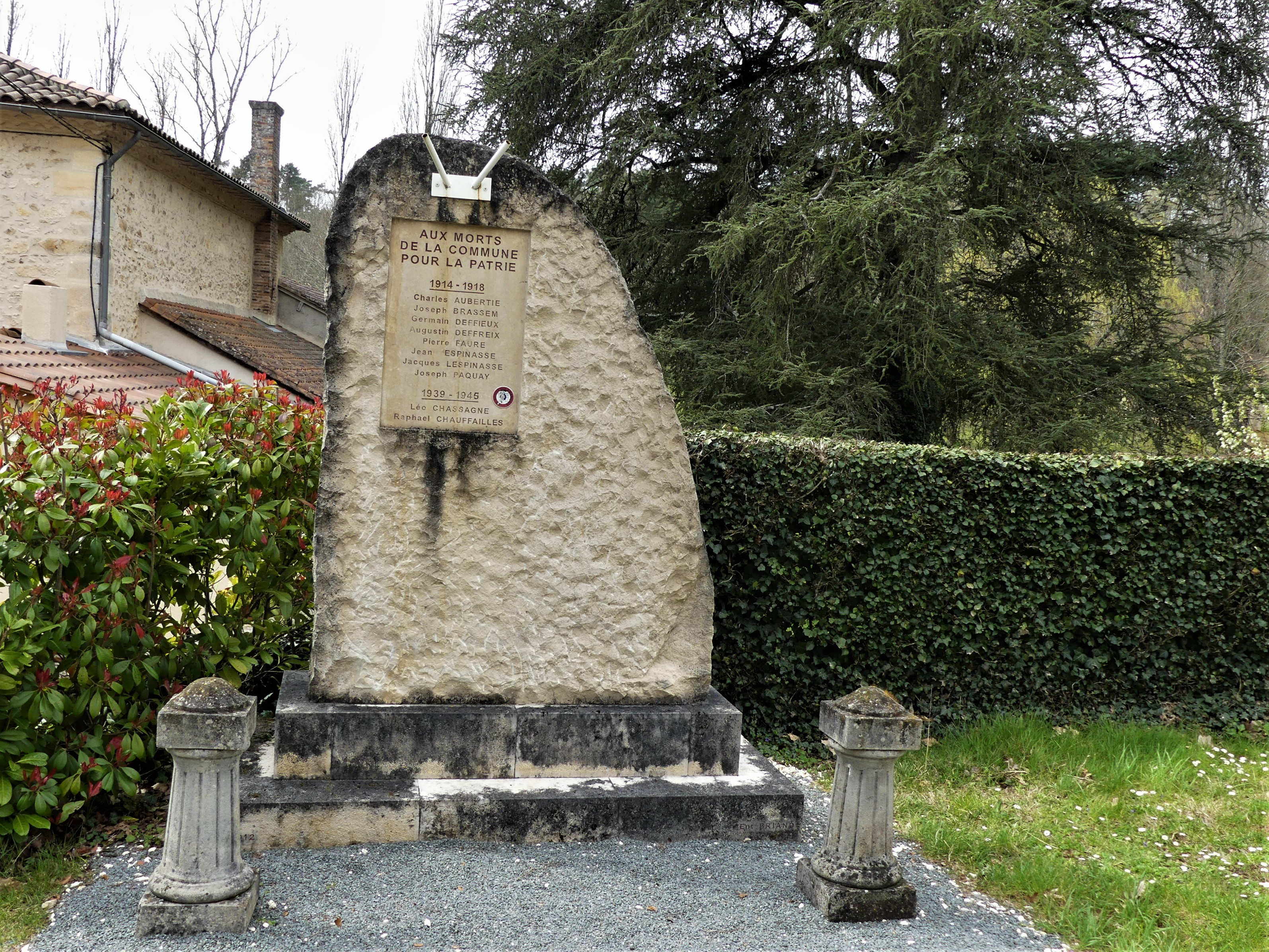
Le monument aux morts.

### Héraldique
| Blason de Église-Neuve-d'Issac | Blason  | D’or à la tête d’ours arrachée de gueules, au chef du même chargé d'une croisette cléchée, vidée et pommetée de douze pièces d'or. |
| Blason de Église-Neuve-d'Issac | Détails | Le statut officiel du blason reste à déterminer.                                                                                   |

## Pour approfondir